# فهرست فرودگاه‌های سن مارتن

نقشهٔ سن مارتن به‌همراه مکان فرودگاه‌ها.

این مقاله شامل فهرست فرودگاه‌های سن مارتن, جزیره‌ای در شمال کارائیب است.

## فرودگاه‌ها
| مکان                          | ایکائو | یاتا | نام فرودگاه                      | مختصات                                                         |
| ----------------------------- | ------ | ---- | -------------------------------- | -------------------------------------------------------------- |
| فیلیپسبورگ، سینت مارتن        | TNCM   | SXM  | فرودگاه بین‌المللی پرینسس جولیانا | ۱۸°۰۲′۲۷″ شمالی ۰۶۳°۰۶′۳۲″ غربی / ۱۸٫۰۴۰۸۳°شمالی ۶۳٫۱۰۸۸۹°غربی |
| Grand Case، سنت مارتین فرانسه | TFFG   | SFG  | فرودگاه لسپرانسه                 | ۱۸°۰۶′۰۲″ شمالی ۰۶۳°۰۲′۵۶″ غربی / ۱۸٫۱۰۰۵۶°شمالی ۶۳٫۰۴۸۸۹°غربی |